# Chloroquin
Chloroquin, Handelsname Resochin, ist eine medizinisch genutzte und synthetisch hergestellte Verbindung, die eine teilweise Strukturverwandtschaft zum Naturstoff Chinin besitzt. Chemisch handelt es sich um ein Gemisch zweier Enantiomere. Strukturell eng verwandt ist das Hydroxychloroquin.
Chloroquin und Hydroxychloroquin können als Arzneistoffe zur Therapie und Chemoprophylaxe der Malaria eingesetzt werden. Weit verbreitete Erregerresistenzen schränken die Anwendung für diese Indikationen jedoch stark ein. Darüber hinaus findet Chloroquin als Mittel bei der Behandlung rheumatischer Erkrankungen wie Lupus erythematodes und der rheumatoiden Arthritis, der Porphyria cutanea tarda sowie bei der seltenen Form der extraintestinalen Amöbiasis Verwendung.

## Geschichte

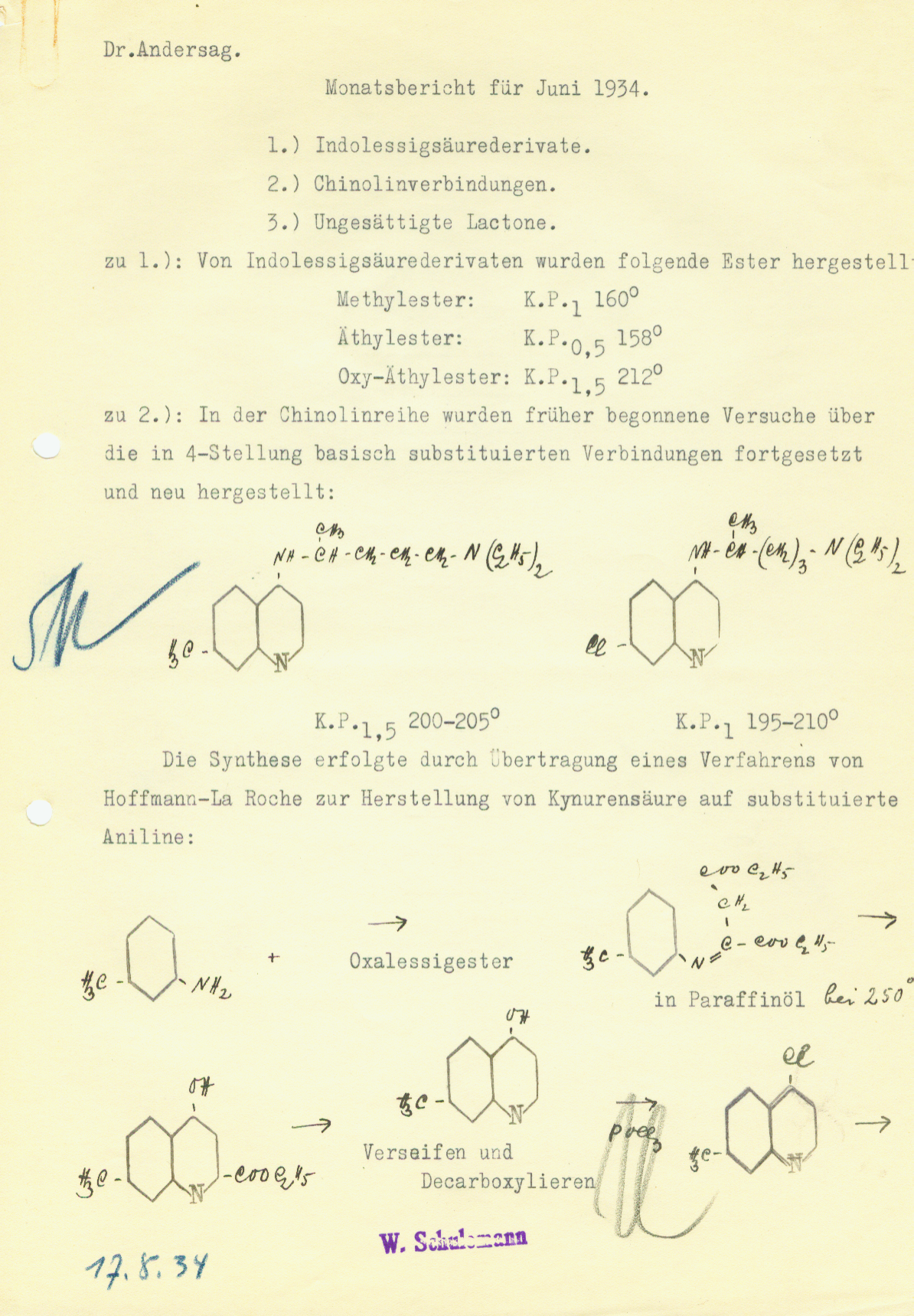
Notiz von Hans Andersag zur ersten Herstellung von Chloroquin im Juni 1934

Chloroquin wurde 1934 durch Hans Andersag bei der I.G. Farbenindustrie in Elberfeld synthetisiert. Dieses Resochin genannte Mittel hatte jedoch zuerst keine Bedeutung, da die deutsche Wehrmacht im Zweiten Weltkrieg zur Malariaprophylaxe das nah verwandte, zur gleichen Zeit erfundene Sontochin (methyliertes Chloroquin) einsetzte. Proben von Sontochin wurden bei deutschen Kriegsgefangenen in Nordafrika gefunden und in den USA analysiert. Dort wurden auch analoge Substanzen untersucht, dabei zeigte sich die überlegene Wirkung und Verträglichkeit von Chloroquin im Vergleich zu eingeführten Mitteln wie Atebrin, dem unter dem Namen Quinacrine dominierenden Malariamittel der Alliierten im Pazifikkrieg. Nach dem Zweiten Weltkrieg war Chloroquin lange Zeit ein hochwirksames Mittel; in der Zwischenzeit haben viele Malariaparasiten eine Resistenz gegen den Arzneistoff entwickelt.
Im Juli 2019 stellte die Bayer AG den Vertrieb ihres Produkts Resochin ein. Es handelte sich dabei um das einzige in Deutschland erhältliche Produkt mit dem Wirkstoff Chloroquinphosphat. Laut Unternehmensangaben sei es nicht mehr möglich gewesen, das Arzneimittel in der erforderlichen Qualität herzustellen. Bayer vertrieb das Produkt allerdings weiter in Pakistan, wo im Zuge der COVID-19-Pandemie 2020 nach Unternehmensangaben auch die Produktion von Resochin „wieder hochgefahren“ wurde. Für den Fall einer Wirksamkeit gegen COVID-19 hatte die deutsche Bundesregierung bei Bayer „größere Mengen“ des Medikaments reserviert.

## Synthese
Im Jahr 1937 patentierte die I. G. Farben die Synthese von Chloroquin durch Umsetzung von 4,7-Dichlorchinolin mit 1-Diethylamino-4-aminopentan.

## Eigenschaften
Chloroquin ist eine farblose bis gelbliche, geruchlose und nahezu wasserunlösliche Verbindung. Aufgrund der basischen Eigenschaften der Substanz löst sie sich gut in Säuren. Als Arzneistoff werden die wesentlich besser wasserlöslichen Salze Chloroquindiphosphat (50 g/l) und Chloroquinsulfat eingesetzt. Bei Kontakt mit Tageslicht und Luftsauerstoff zersetzt sich die freie Base; die Salze sind meist luftstabil.

## Analytik
Die zuverlässige qualitative und quantitative Bestimmung in verschiedenen Untersuchungsmaterialien gelingt nach angemessener Probenvorbereitung durch Kopplung der HPLC mit der Massenspektrometrie.

## Wirkungsweise
Chloroquin hemmt die Kristallisierung von Hämozoin, einem Abbauprodukt des Häms. Hämozoin entsteht, wenn der Malariaerreger das Hämoglobin in infizierten roten Blutkörperchen abbaut, um daraus Proteine für seinen Stoffwechsel zu gewinnen. Kann das Hämozoin nicht mehr kristallisiert werden, führt dies zum Sterben des Parasiten.
Chloroquin besitzt eine blutschizontozide Wirkung, das heißt, es führt zu einer Hemmung im späteren erythrozytären Stadium des Erregers. Chloroquin war einstmals das weltweit am häufigsten verwendete Medikament zur Therapie und Vorbeugung gegen Malaria, es ist jedoch heutzutage aufgrund resistenter Erreger zunehmend unwirksam.

## Medizinische Verwendung

### Malaria

#### Therapieschema
Vorbeugend gegen Malaria beträgt die empfohlene (orale) Dosis für Erwachsene 500 mg Chloroquinphosphat wöchentlich, beginnend 1 bis 2 Wochen vor Abreise und fortzuführen bis vier Wochen nach Reiseende. Aufgrund häufiger Resistenzen wurde Chloroquin in der Vergangenheit oft in Kombination mit anderen Wirkstoffen verwendet, vor allem mit Proguanil. Wirksamkeit und Verträglichkeit werden dabei überwiegend negativ bewertet. Die Kombination ist daher heute – auch aufgrund der Existenz von Alternativen mit einem besseren Nutzen-Risiko-Verhältnis – im deutschsprachigen Raum meist nicht mehr üblich. Ausnahmen davon werden bei Kindern und in der Schwangerschaft in Erwägung gezogen. Chloroquin ist verschreibungspflichtig. Bei Chloroquin-Vergiftungen kann Diazepam i.v. als Antidot eingesetzt werden. Die biologische Halbwertszeit der Substanz steigt bei fortgesetzter Einnahme von anfänglich wenigen Tagen wegen erheblicher Kumulation im Gewebe deutlich an (auf bis zu 30–60 Tage; nach anderen Quellen auf 40 bis 50 Tage oder zwei bis drei Wochen.)

#### Nebenwirkungen und Kontraindikationen
Chloroquin kann diverse Nebenwirkungen haben, darunter eine Trübung der Hornhaut und eine Veränderung der Netzhaut im Auge, Magen-Darm-Beschwerden, Schlafstörungen, neuropsychiatrische Symptome und Hautrötungen. Chloroquin darf nicht bei Vorliegen schwerer Leber-Nierenschädigungen, bei Erkrankungen im Bereich des Auges und des blutbildenden Systems sowie bei Überempfindlichkeit gegen Chinin oder Mefloquin eingesetzt werden. Die Verabreichung soll auch nicht mit der Gabe leberschädigender Arzneimittel oder MAO-Hemmer (vgl. Monoaminooxidase-Hemmer) kombiniert werden.
Bei einigen Patienten kann Chloroquin zu einer dosisabhängigen Verlängerung des QT-Intervalls führen. Bei Patienten mit Herzvorerkrankungen, oder bei gleichzeitiger Anwendung von Substanzen die das QT-Intervall verlängern, ist das Risiko für Herzrhythmusstörungen – manchmal mit tödlichem Ausgang – erhöht. Eine Überdosis des Medikaments wurde 2012 vom Verein SterbeHilfeDeutschland e. V. als Tötungsmittel im Rahmen der Sterbehilfe verwendet.
Die wöchentliche Einnahme von Chloroquin ist für schwangere Frauen und stillende Mütter zwar erlaubt, sollte aber für eine Langzeitanwendung bei täglicher Einnahme (wie bei Therapie der rheumatoiden Arthritis) unterbleiben. Es besteht sonst die Gefahr von Augendefekten beim Ungeborenen bzw. beim Säugling. Chloroquin kann auch bei Kindern angewendet werden, die Langzeitbehandlung sollte allerdings nicht erfolgen.
Eine Überdosierung führt zu Pigmentstörungen, die Haare erbleichen lassen.
Nach einer Studie aus dem Jahr 2008 wird Chloroquin auch mit der Induzierung einer Antibiotikumsresistenz (gegen Fluorchinolone) in Verbindung gebracht.
Als schwere Nebenwirkungen werden auch das Stevens-Johnson-Syndrom und das Lyell-Syndrom beschrieben.
Eine im November 2020 vorgelegte Überprüfung sieht einen Zusammenhang zwischen der Verwendung chloroquin- oder hydroxychloroquinhaltiger Arzneimittel und dem Risiko für psychiatrische Störungen und suizidalem Verhalten.

### Rheumatischer Formenkreis
Chloroquin wird ebenfalls für die Therapie der rheumatoiden Arthritis eingesetzt. Schwere Verläufe von Porphyria cutanea tarda werden mit niedrig dosiertem Chloroquin bzw. Hydroxychloroquin (beispielsweise 200 mg zweimal wöchentlich) behandelt.

### COVID-19
Nachdem Chloroquin bei einer In-vitro-Studie in Zellkultur bereits Wirksamkeit gegen das erste SARS-Coronavirus gezeigt hatte, wurde es zur Behandlung von COVID-19 in Betracht gezogen. Auch hier zeigten sich in Zellkultur Erfolg versprechende Ergebnisse bei einer mittleren effektiven Konzentration im mikromolaren Bereich sowohl für Chloroquin als auch für Hydroxychloroquin.
Eine Übersichtsarbeit vom 10. März 2020 kam zu dem Schluss, dass hochwertige klinische Daten aus verschiedenen geografischen Regionen dringend erforderlich seien. Das Institut für Tropenmedizin am Universitätsklinikum Tübingen hatte für den 18. März 2020 einen Genehmigungsantrag für eine klinische Studie angekündigt. Dies wurde vom Paul-Ehrlich-Institut und vom Bundesinstitut für Arzneimittel und Medizinprodukte (BfArM) befürwortet. Die Studie, an der auch das Bernhard-Nocht-Institut für Tropenmedizin beteiligt war, sollte placebokontrolliert stattfinden und am 23. März 2020 beginnen. Weitere klinische Studien wurden von der University of Oxford sowie der University of Queensland angekündigt. Am 20. März 2020 startete die Weltgesundheitsorganisation die Studie SOLIDARITY, in deren Rahmen Chloroquin und andere Wirkstoffe an tausenden Patienten weltweit evaluiert werden sollten.
Ein wissenschaftlicher Kurzartikel aus China berichtete von guten Erfahrungen bei der Behandlung von COVID-19-Patienten mit Chloroquin, quantifizierte diese Ergebnisse jedoch nicht. Keinen Vorteil für Hydroxychloroquin gegenüber einer konventionellen Behandlung konnte hingegen eine in Shanghai durchgeführte klinische Pilotstudie feststellen. Das BfArM sah anhand einiger Daten einen möglichen Nutzen von Chloroquin, insbesondere wenn es früh eingesetzt wird.
Chloroquin beziehungsweise Hydroxychloroquin werden in den vorläufigen belgischen Behandlungsrichtlinien sowie den südkoreanischen Richtlinien für COVID-19-Patienten empfohlen.
In den Vereinigten Staaten richtete sich eine große öffentliche Aufmerksamkeit auf das Medikament, nachdem Präsident Donald Trump auf einer Pressekonferenz und in einem Tweet hohe Erwartungen an die Wirksamkeit geäußert hatte. Stephen Hahn, Leiter der Food and Drug Administration (FDA), warnte daraufhin, dass das Medikament möglicherweise mehr schade als nutze. In Frankreich starben Menschen nach unkontrollierter Eigenanwendung in Folge schwerwiegender Interaktionen mit anderen Arzneimitteln. Wie das US-Gesundheitsministerium am 30. März 2020 mitteilte, hatte die FDA eine Notzulassung (Emergency Use Authorization, EUA) erteilt, die die Abgabe oder Verschreibung von Chloroquin und Hydroxychloroquin in Notfällen „durch Ärzte an im Krankenhaus liegende jugendliche und erwachsene Patienten mit Covid-19“ ermöglichte. Im Juni 2020 widerrief die FDA ihre Genehmigung mit der Begründung, eine Überprüfung einiger Studien habe gezeigt, dass der potenzielle Nutzen der Medikamente bei der Behandlung von COVID-19 die Risiken nicht überwiege. Die WHO stoppte zur gleichen Zeit ihre Studien mit Hydroxychloroquin. Die Entscheidung beruhte auf Daten aus der SOLIDARITY-Studie, der britischen Recovery-Studie und eines Cochrane-Review zu Hydroxychloroquin. Diese sollen gezeigt haben, dass Hydroxychloroquin im Vergleich zur Standardbehandlung die Mortalität von hospitalisierten COVID-19-Patienten nicht senke. Die Europäische Arzneimittelagentur betonte am 1. April 2020, dass Patienten und medizinisches Fachpersonal Chloroquin und Hydroxychloroquin nur für ihre zugelassenen Anwendungen verwenden dürfen, oder aber maximal im Rahmen von klinischen Studien oder nationalen Notfallprogrammen zur Behandlung von COVID-19 eingesetzt werden dürfte.
In Brasilien wurde am 23. März 2020 eine klinische Studie in einem Krankenhaus in Manaus begonnen. In der doppelblinden, randomisierten, adaptiven, zweiarmigen Phase-IIb-Studie bekam eine Gruppe von Covid-19-Patienten zweimal täglich 600 mg Chloroquin über zehn Tage (hohe Dosis) und die andere Gruppe einmal täglich 450 mg über fünf Tage, mit einer Doppeldosis an Tag 1. Insgesamt sollten 440 Personen in die Studie aufgenommen werden. Nach der Registrierung von 81 Patienten wurde der Hochdosis-Arm der Studie jedoch gestoppt, nachdem es bei mehreren dieser Patienten zu tödlichen Arrhythmien oder zu Herzmuskelschäden gekommen war.
Die FDA warnte am 24. April 2020 mit einer Drug Safety Communication vor Komplikationen, die mit der Anwendung von Chloroquin und Hydroxychloroquin einhergehen können. Es seien Berichte über ernste Herzrhythmusprobleme bei mit diesen Substanzen behandelten Covid-19-Patienten bekannt. Dabei seien die Betroffenen oft auch in Kombination mit Azithromycin oder anderen QT-verlängernden Medikamenten behandelt worden. Sie empfahl bei der Verwendung von Hydroxychloroquin oder Chloroquin im Rahmen von Notfallprogrammen oder klinischen Studien eine initiale Bewertung und Überwachung der Therapie mit beispielsweise EKG, Elektrolyte, sowie Nierenfunktions- und Lebertests.
Chloroquin- und hydroxychloroquinhaltige Arzneimittel gehörten zu einer Reihe von Medikamenten, von denen das deutsche Bundesgesundheitsministerium ab April 2020 Millionen von Packungen beschaffte, um hilfsweise bei schweren Verläufen gegen Covid-19 eingesetzt zu werden.
Ein Cochrane-Report von Anfang 2021 sah nach Auswertung verschiedener klinischer Prüfungen bei der Behandlung von Covid-19-Erkrankter mit Chloroquin oder Hydroxychloroquin keinen oder einen sehr geringen Effekt auf das Überleben. Dagegen hat sich das Auftreten von Nebenwirkungen im Vergleich zu Placebo verdreifacht, auch wenn sehr wenige schwerwiegende unerwünschte Ereignisse beobachtet wurden. Aufgrund der Ergebnisse raten die Autoren davon ab, weitere klinische Prüfungen mit Chloroquin oder Hydroxychloroquin durchzuführen.

## Biochemische Verwendung und Bedeutung
Chloroquin wird auch in der Zellkultur bei Transfektionen eingesetzt, um die Effizienz der Transfektion zu erhöhen. Es hemmt die lysosomalen DNasen, indem es den pH-Wert innerhalb der Vesikel neutralisiert. Chloroquin inhibiert außerdem die Endozytose. Da es zudem die Autophagie hemmt, wird es als potenzielles Chemotherapeutikum diskutiert.
Weltweit werden klinische Studien mit Chloroquin in Kombination mit klassischen Chemotherapeutika durchgeführt.

## Verwendung in der Aquaristik
Außerhalb der Humanmedizin wird Chloroquinphosphat zur Bekämpfung bestimmter Parasiten bei Aquarienfischen empfohlen.
Die FDA warnte kürzlich vor der humanmedizinischen Anwendung dieser Produkte, nachdem in den USA ein schwerer Krankheits- und ein Todesfall bekannt geworden waren.

## Handelsnamen
Monopräparate

Chlorochin (CH), Nivaquine (CH), Resochin (D, A), Weimer quin (D)